# Lueg (Berg)
Die Lueg ist ein Hügel mit einem bekannten Aussichtspunkt in der Gemeinde Affoltern im Emmental, Schweiz. Der so genannte Heiligenlandpöli bildet mit rund 890 m ü. M. den höchsten Punkt der Gemeinde und besass hier früher eine sogenannte Hohwacht, auf der im Kriegsfall ein Alarmfeuer angezündet werden konnte. Die Passhöhe Lueg verbindet das Berner Mittelland (Wynigen) und das Emmental (Affoltern im Emmental).

## Kavalleriedenkmal
1921 wurde hier nach Entwürfen von Karl Indermühle durch den Maurermeister Fritz Aeschlimann aus Rinderbach bei Rüegsau ein Denkmal für die 1918 an der Spanischen Grippe gestorbenen Berner Kavalleristen errichtet. Das Denkmal an diesem historischen Ort (Hochwacht für Alarmfeuer, Mobilmachungsplatz) soll an die Soldaten erinnern, die während des «Dienstes am Vaterland» (Aktivdienst) ihr Leben lassen mussten. Die erste Welle der Spanischen Grippe im Juli 1918 forderte unter den Diensttuenden der Schweizer Armee bis zu 35 Opfer pro Tag.
Das Denkmal besteht aus einer an den Turm der Winde erinnernden mächtigen Steinsäule mit sechs Flachreliefen. Die Inschrift lautet:

«Zum Andenken an die im Dienste des Vaterlandes während der Grenzbesetzung 1914–1918 und im Ordnungsdienst vom November 1918 verstorbenen Bernischen Kavalleristen. Errichtet im Jahre 1921 von der Bern. Kavallerie-Offiziersgesellschaft und den Bern. Kavallerie-Einheiten. In ewiger Treue für’s Bernerland, für’s Schweizerland, für’s Vaterland.»

1920 erhielt eigentlich der Architekt und Bildhauer Erwin Friedrich Baumann den 1. Preis beim Wettbewerb für das Denkmal. Sein Projekt wurde jedoch nicht ausgeführt, da er sich weigerte, ein in seinen Augen unwürdiges Relief des Bildhauers Karl Hänny anzubringen. Bei der Einweihung am 2. Oktober 1921 versammelten sich rund 20.000 Menschen und 2000 berittene Kavalleristen auf dem Heiligenlandbühl beim Luegdenkmal.
Das Denkmal wird durch die von der Bernischen Kavallerie-Offiziersgesellschaft BKOG 1932 gegründete Stiftung von der Lueg erhalten. Es wurde 2006 restauriert und steht unter Denkmalschutz. Beim jährlichen «Luegschiessen» wird der Toten mit einer Kranzniederlegung gedacht.

## Gedenksteine
Vom Heiligenlandpöli bietet sich eine Aussicht auf die Berner Alpen und das Emmental. Zwei weitere Gedenksteine erinnern an den Pfarrer Eduard Henzi aus Hasle bei Burgdorf, der das 300 Berggipfel umfassende Panoramabild vom Heiligenlandhubel schuf, sowie derjenige von 2003 zur Auflösung des Inf Rgt 16 mit Soldaten aus dem Emmental und dem Oberaargau.